# 北部省 (巴布亚新几内亚)
北部省（英語：Northern Province）是巴布亚新几内亚南部的一個省，位於首都莫爾茲比港以北，臨所羅門海。面積22,800平方公里，2000年人口133,065人。首府波蓬德塔。
下分二區。